# Spinanycta alabamensis
Spinanycta alabamensis — вид щетинохвостих комах родини Nicoletiidae. Описаний у 2024 році.

## Поширення
Ендемік США. Вид відомий лише з трьох печерних систем на північній стороні долини річки Теннессі на півдні округу Медісон та південно-східних частинах округу Лаймстоун на півночі штату Алабама. Печери знаходяться у секції куести Гайленд-Рим фізико-географічної провінції Внутрішні низинні плато.